# Panda (Lied)
Panda ist ein Lied des US-amerikanischen Rappers Desiigner aus dem Jahre 2015. Die erste und einzige Single seines Debütmixtapes New English wurde vom Künstler zusammen mit Menace geschrieben, sowie von letzterem gemeinsam mit Mike Dean produziert.

## Hintergrund
Panda basiert auf einem 2014 veröffentlichten Beat, den Desiigner für 200 US-Dollar über das Internet vom europäischen Musikproduzenten Menace gekauft hat. Dieser bekam von dem Lied selbst erst mit, als es sich allmählich zu einem Onlinehit entwickelte. Als er den Track zum ersten Mal hörte, hatte er 10.000 Aufrufe; nach wenigen Tagen stieg die Zahl auf 300.000 an. Für die Produktion ließ sich Menace von der düsteren Atmosphäre der Figur des Jokers inspirieren. Bei dem titelgebenden, im Text thematisierten Panda handelt es sich nicht um das gleichnamige Tier, sondern um den BMW X6, dessen Aussehen und Farbgebung an jene eines Pandabären erinnern. Desiigner kam die Idee dazu, als er das Videospiel Grand Theft Auto V spielte; während der Entstehung dachte er an den Film The Fast and the Furious. Einen Popularitätsschub erhielt Panda nach der Veröffentlichung vor allem durch das Kanye-West-Lied Pt. 2 (auch bekannt als Father Stretch My Hands Pt. 2) aus dem 2016 erschienenen Album The Life of Pablo. Dieses sampelte den Beat und den Rap Desiigners derart stark, dass es von der Musikpresse oftmals in einem Atemzug mit dem Originallied genannt wird, und manche Bestenlisten die zwei Tracks auf derselben Position führten.

## Inhalt
Bei Panda handelt es sich um einen Song des Genres Trap. Eine einfache, sich wiederholende Synthesizermelodie wird darin von tiefen, dominanten 808-Bass Drums, Hi-Hats und Snares unterlegt. An insgesamt drei Stellen stoppt der Beat zugunsten einer düsteren Klangkulisse, während der Interpret mehrmals hintereinander den Titel spricht. Zudem beinhaltet der Song auffällig viele, laute Adlibs. Inhaltlich ist das Lied eine Selbstdarstellung Desiigners, der seinen Lebensstil, darunter seinen Drogenkonsum und -handel, seine Schusswaffen und sein Auto, anpreist.

## Musikvideo
Der unter der Regie von Paul Geusebroek gedrehte Videoclip zu Panda erschien erst, als sich das Lied bereits zwei Wochen auf der Spitzenposition der US-amerikanischen Charts befand. Es wird darin häufig auf die Snorricam-Technik zurückgegriffen, bei welcher eine Kamera am Körper des Interpreten angebracht wird, welche auf ihn gerichtet ist. Desiigner ist dabei des Nachts in einer amerikanischen Wohnsiedlung und einigen Gebäuden zu sehen, zumeist tanzt er dabei körperlich ekstatisch mit skurril überzogener Mimik und Gestik. Es sind zudem mehrere Szenen aus der Umgebung zu sehen: so geht der Künstler mit einer Clique von Leuten durch die Stadt oder fährt mit dem Auto, eine Schlägerei bricht aus und ein bewaffneter Polizeieinsatz wird gezeigt, bei welchem Beteiligte mitunter verwundet werden. Später ist der Musiker beim Geschlechtsverkehr mit einer Frau zu sehen. Auch Kanye West hat einen Cameo-Auftritt im Video: er fährt einen Wagen, in dem Desiigner als Beifahrer sitzt.

## Rezensionen
Panda erhielt äußerst positive Kritiken und wurde vielfach in Bestenlisten angeführt. Da es zwar bereits 2015 erschien, allerdings erst im darauffolgenden Jahr zum Hit avancierte, war es vermehrt in Listen letztgenannten Jahres vertreten. Unter anderem inkludierten es Billboard, Complex, Spin, laut.de und Pitchfork in ihren Jahresrückblicken. Seine klopfenden Drums, torkelnden String-Synthesizer und vielen Adlibs sowie die Energie des Tracks wurden positiv hervorgehoben; die Stimmung sei ominös, jedoch auch spaßig. Besonders gelobt wurden jene Stellen, in denen Rap und Beat aussetzen, während der Interpret scheinbar einatme und dem Zuhörer eine Verschnaufpause gönne. In einer Zeit, in der populäre Musik immer lauter und komprimierter werde, würden diese scheinbar Momente totaler Stille bieten. Sie wurden mit Oasen verglichen, die sich jedoch als Fata Morgana erweisen, da die Musik danach in gewohnter Manier weitergehe. Einige Stimmen meinten jedoch, dass sich das Lied zu stark nach dem Stil des erfolgreichen Rappers Future anhöre.

## Kommerzieller Erfolg

### Chartplatzierungen
In den Vereinigten Staaten erreichte Panda die Spitze der Charts und war das sechsterfolgreichste Lied 2016. In den Dekadencharts belegte es den 96. Platz. Auch in Kanada, Neuseeland (jeweils Platz 4), Australien, dem Vereinigten Königreich (jeweils Platz 7), den Niederlanden (Platz 8), Finnland und Dänemark (jeweils Platz 10) erreichte es die Top Ten. In Deutschland, Österreich und der Schweiz kletterte es auf die Positionen 13, 19 und 12.
| ChartsChartplatzierungen       | Höchstplatzierung | Wochen |
| ------------------------------ | ----------------- | ------ |
| Deutschland (GfK)              | 13 (36 Wo.)       | 36     |
| Österreich (Ö3)                | 19 (31 Wo.)       | 31     |
| Schweiz (IFPI)                 | 12 (40 Wo.)       | 40     |
| Vereinigte Staaten (Billboard) | 1 (40 Wo.)        | 40     |
| Vereinigtes Königreich (OCC)   | 7 (33 Wo.)        | 33     |

| ChartsJahrescharts (2016)      | Platzierung |
| ------------------------------ | ----------- |
| Deutschland (GfK)              | 32          |
| Österreich (Ö3)                | 43          |
| Schweiz (IFPI)                 | 26          |
| Vereinigte Staaten (Billboard) | 6           |
| Vereinigtes Königreich (OCC)   | 36          |

| ChartsJahrescharts (2010–2019) | Platzierung |
| ------------------------------ | ----------- |
| Vereinigte Staaten (Billboard) | 96          |

### Auszeichnungen für Musikverkäufe
| Land/Region                  | Auszeichnungen für Musikverkäufe (Land/Region, Auszeichnung, Verkäufe) | Verkäufe  |
| ---------------------------- | ---------------------------------------------------------------------- | --------- |
| Australien (ARIA)            | 5× Platin                                                              | 350.000   |
| Belgien (BRMA)               | Platin                                                                 | 30.000    |
| Brasilien (PMB)              | Diamant                                                                | 250.000   |
| Dänemark (IFPI)              | 2× Platin                                                              | 180.000   |
| Deutschland (BVMI)           | Platin                                                                 | 400.000   |
| Frankreich (SNEP)            | Diamant                                                                | 233.333   |
| Italien (FIMI)               | 2× Platin                                                              | 100.000   |
| Kanada (MC)                  | 4× Platin                                                              | 320.000   |
| Neuseeland (RMNZ)            | 3× Platin                                                              | 90.000    |
| Polen (ZPAV)                 | 3× Platin                                                              | 150.000   |
| Portugal (AFP)               | Platin                                                                 | 10.000    |
| Schweden (IFPI)              | 3× Platin                                                              | 120.000   |
| Spanien (Promusicae)         | Gold                                                                   | 20.000    |
| Vereinigte Staaten (RIAA)    | 5× Platin                                                              | 5.000.000 |
| Vereinigtes Königreich (BPI) | 2× Platin                                                              | 1.200.000 |
| Insgesamt                    | 1× Gold · 32× Platin · 2× Diamant ·                                    | 8.453.333 |